# حديقة حيوان طرابلس

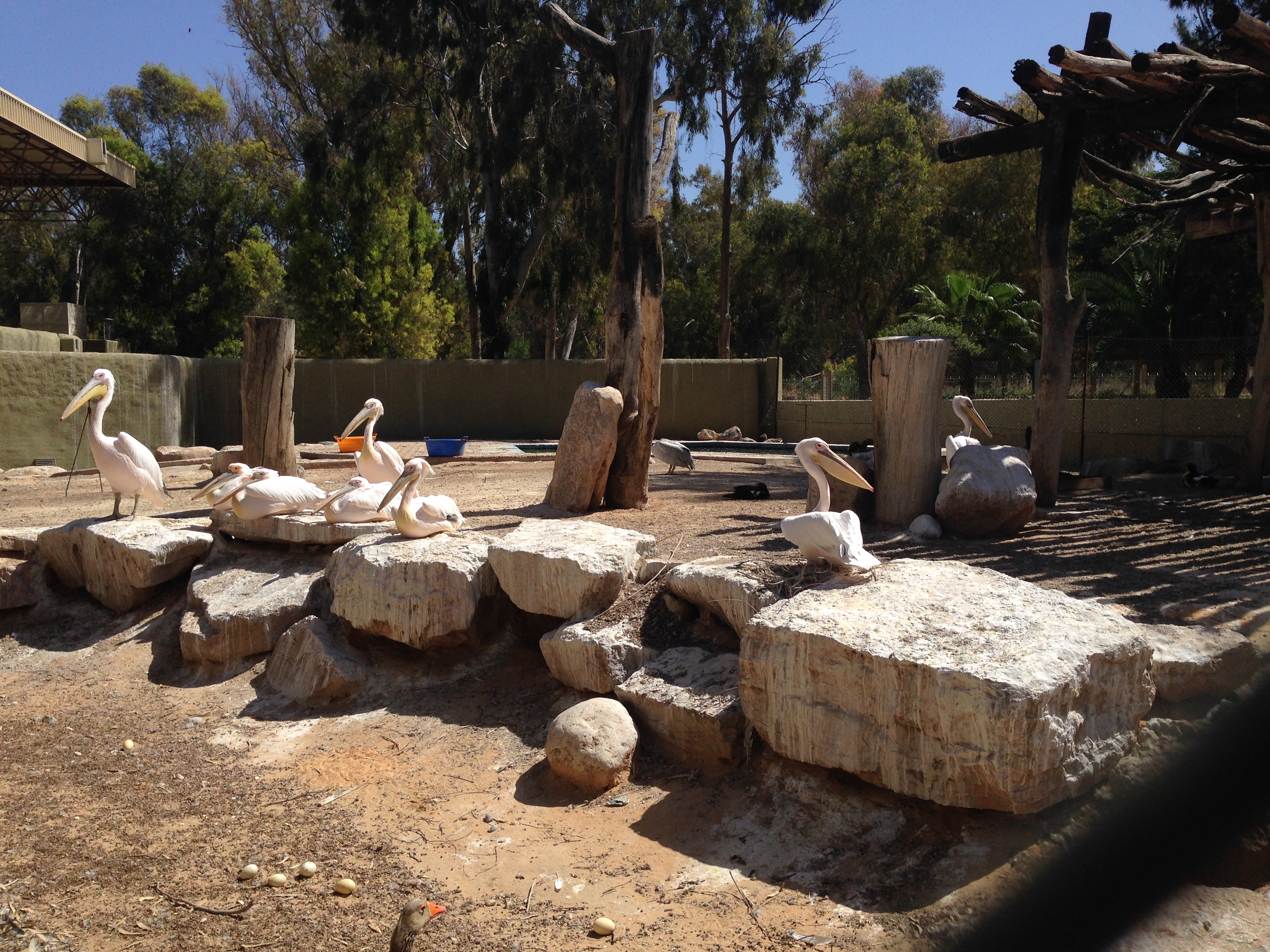
مجموعة من الطيور في حديقة حيوان طرابلس.

حديقة حيوان طرابلس هي حديقة حيوان وحديقة نباتية في طرابلس، ليبيا. تقع جنوب وسط مدينة طرابلس؛ بجوار منتزه حديقة حيوان طرابلس، وهي محمية كبيرة من النباتات والأشجار والمساحات الخضراء المفتوحة، كما أنها أكبر حديقة حيوان في البلاد.[بحاجة لمصدر]

## الحرب الأهلية الليبية
اضطرت إدارة حديقة الحيوانات لإغلاقها؛ لأسباب أمنية بسبب الحرب الأهلية الليبية، أصبح الحيوانات أكثر عُرضة للصدمة والضيق. بعد الإطاحة بمعمر القذافي، نشرت بي بي سي فيلمًا إخباريًا قصيرًا؛ يشرح بالتفصيل المشاكل التي تواجهها حديقة الحيوان الآن، من نقص المال اللازم لإطعام الحيوانات، إضافةً إلى النظام الأمني الهش. قالت هيئة الإذاعة البريطانية أن الحيوانات كانت تتعافى ببطء وتعود إلى طبيعتها.